# تونغ جونغ-هو
تونغ جونغ-هو هو سياسي كوري شمالي، ولد في 1956. نشط حزبياً في حزب العمال الكوري.